# BAP Tacna (ARL-158)
Le BAP Tacna (ARL-158), anciennement HNLMS Amsterdam (A-836), est un navire d'approvisionnement de combat de la marine péruvienne depuis 2014.

## Histoire
Ce navire auxiliaire a été construit au chantier naval du Groupe Schelde de Flushing aux Pays-Bas pour la marine royale néerlandaise et lancé en 1995 dans un projet commun avec l'Armada espagnole qui a acquis son sister-ship le Patiño (A-14). 

### HNLMSAmsterdam(A-836)
Il a servi au Moyen-Orient, dans le cadre de l' opération Enduring Freedom (2005-2006) durant la Guerre d'Afghanistan (2001-2014). Il a aidé deux navires de guerre américains après un combat contre des pirates le 18 mars 2006.
Plus tard, en décembre 2010, il a été affecté au large de la côte de la Côte d'Ivoire afin d'aider à l'évacuation des citoyens de l'Union européenne, à la suite des émeutes après l'élection présidentielle de 2010.

### BAPTacna(ARL-158)
Il était équipé de trois hélicoptères Agusta-Bell AB-412SP, en arrivant au Pérou le 29 décembre 2014. Il a pris le nom de la ville frontière de Tacna.

### Note et référence
- (es) Cet article est partiellement ou en totalité issu de l’article de Wikipédia en espagnol intitulé « BAP Tacna (ARL-158) » (voir la liste des auteurs).